# Fédération américaine des musiciens
Pour les articles homonymes, voir AFM.
La Fédération américaine des musiciens (en anglais:American Federation of Musicians (AFM)) est un syndicat de musiciens présent aux États-Unis et au Canada.